# Léon Lepoivre
Léon Amédée Alfred Joseph Lepoivre (Lessen, 18 mei 1883 - 26 mei 1945) was een Belgisch volksvertegenwoordiger.

## Levensloop
Lepoivre was notaris in Lessen.
In 1927 werd hij verkozen tot liberaal volksvertegenwoordiger voor het arrondissement Zinnik, in opvolging van Pol-Clovis Boël. Hij vervulde dit mandaat tot in 1929.